# Ma thuật (siêu nhiên)

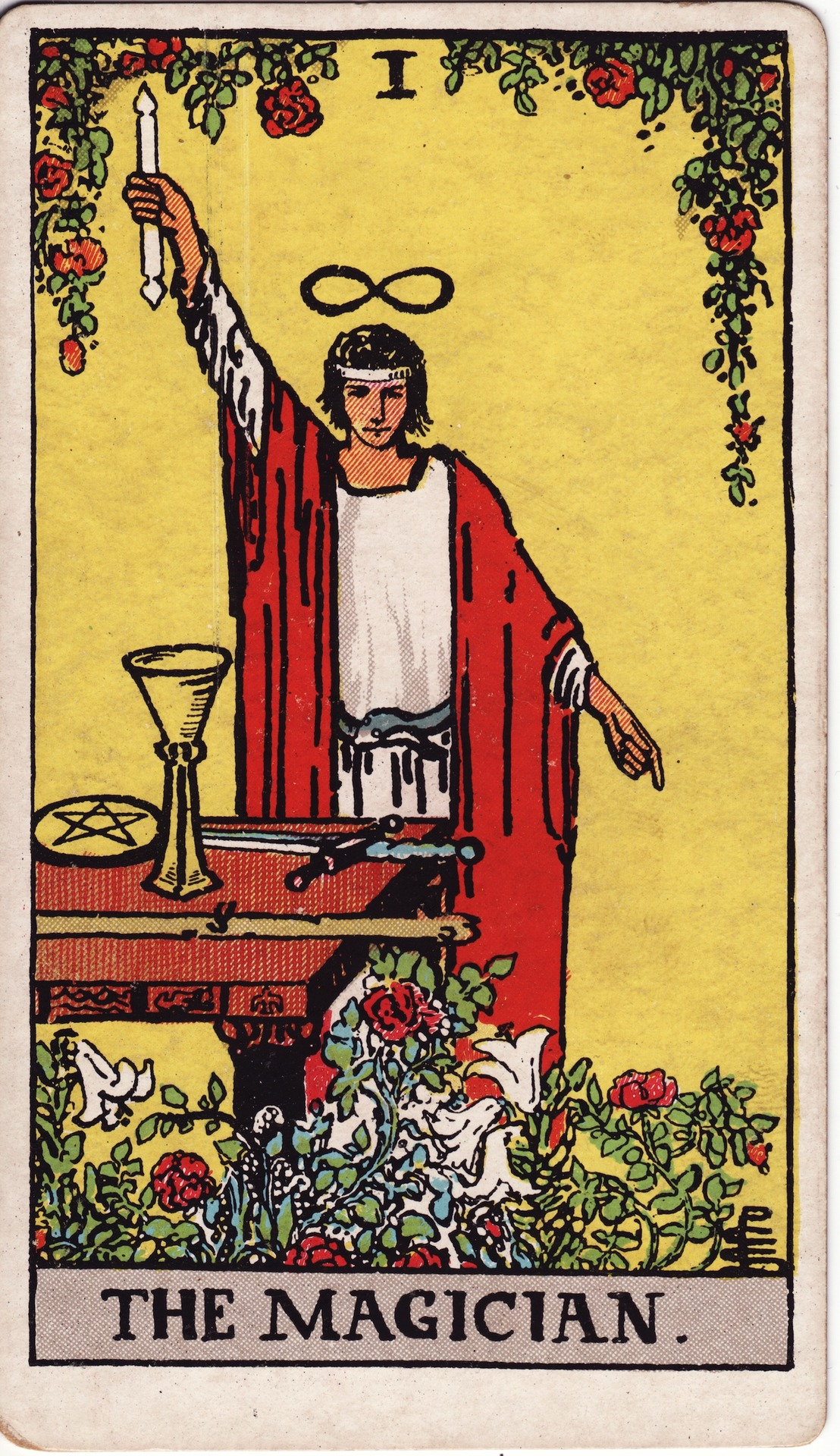
Lá bài "Ma thuật sư" trong bộ bài Tarot.

Ma thuật (魔術; tiếng Anh: Magic) còn được gọi là ma pháp (魔法), yêu thuật (妖術) là những nghi thức cổ xưa bắt nguồn từ các nghi lễ, bói toán tâm linh hoặc dòng dõi văn hóa, được thực hiện với mục đích triệu tập, thao túng, thể hiện sức mạnh, thay đổi hình dạng, hoặc giải thích về những thực thể siêu nhiên trong thế giới tự nhiên. Đây là một thuật ngữ mang tính phân loại nhưng thường mơ hồ, được dùng để chỉ nhiều loại tín ngưỡng và thực hành khác nhau, thường được coi là tách biệt với cả tôn giáo và khoa học. Những người thực hiện ma thuật được gọi là Ma thuật sư, ma thuật cũng được coi là có liên quan đến thuật phù thủy của các thầy phù thủy.
Ý nghĩa của ma thuật đôi lúc thay đổi từ tích cực đến tiêu cực trong suốt lịch sử. Trong văn hóa phương Tây, ma thuật có liên quan đến các suy nghĩ về người khác, sự xa lạ và chủ nghĩa nguyên thủy; người ta cho rằng đó là "một dấu hiệu mạnh mẽ của sự khác biệt văn hóa", một sự mê tín. Vào cuối thế kỷ 19 và đầu thế kỷ 20, trí thức phương Tây coi việc thực hành ma thuật là một dấu hiệu của tâm lý nguyên thủy và cũng thường gán nó cho các nhóm người bị gạt ra ngoài lề xã hội. Trong thuyết huyền bí hiện đại và các tôn giáo tân ngoại giáo, nhiều ma thuật sư tự mô tả là thường xuyên thực hành nghi lễ ma thuật; định nghĩa ma thuật là một kỹ thuật mang lại sự thay đổi trong thế giới vật chất thông qua sức mạnh ý chí của một người. Định nghĩa này được phổ biến rộng rãi bởi Aleister Crowley, một nhà huyền bí học có ảnh hưởng người Anh. Quan điểm này đã được đưa vào ma thuật hỗn loạn và các phong trào tôn giáo mới của Thelema và Wicca.

## Từ nguyên

### Tiếng Việt
Ma thuật (魔術) là từ Hán Việt có nghĩa là phép lạ gây ra bằng những sức mạnh siêu nhiên mà các khoa học và các tôn giáo không công nhận, những hiện tượng không thể giải thích hoặc có vẻ như vậy. Ngoài ma thuật, khái niệm yêu thuật (妖術) và ma pháp (魔法) cũng được sử dụng với nghĩa tương đương, tuy nhiên "yêu thuật" có thiên hướng về truyền thống phương đông còn "ma pháp" lại thiên hướng phương tây hơn. Trong một số tác phẩm giả tưởng thì cả ba khái niệm ma thuật, yêu thuật và ma pháp đều tồn tại, khi đó yêu thuật là một dạng ma thuật của các chủng tộc yêu tinh, còn ma pháp lại là một khái niệm vượt lên trên cả ma thuật.

### Tiếng Anh

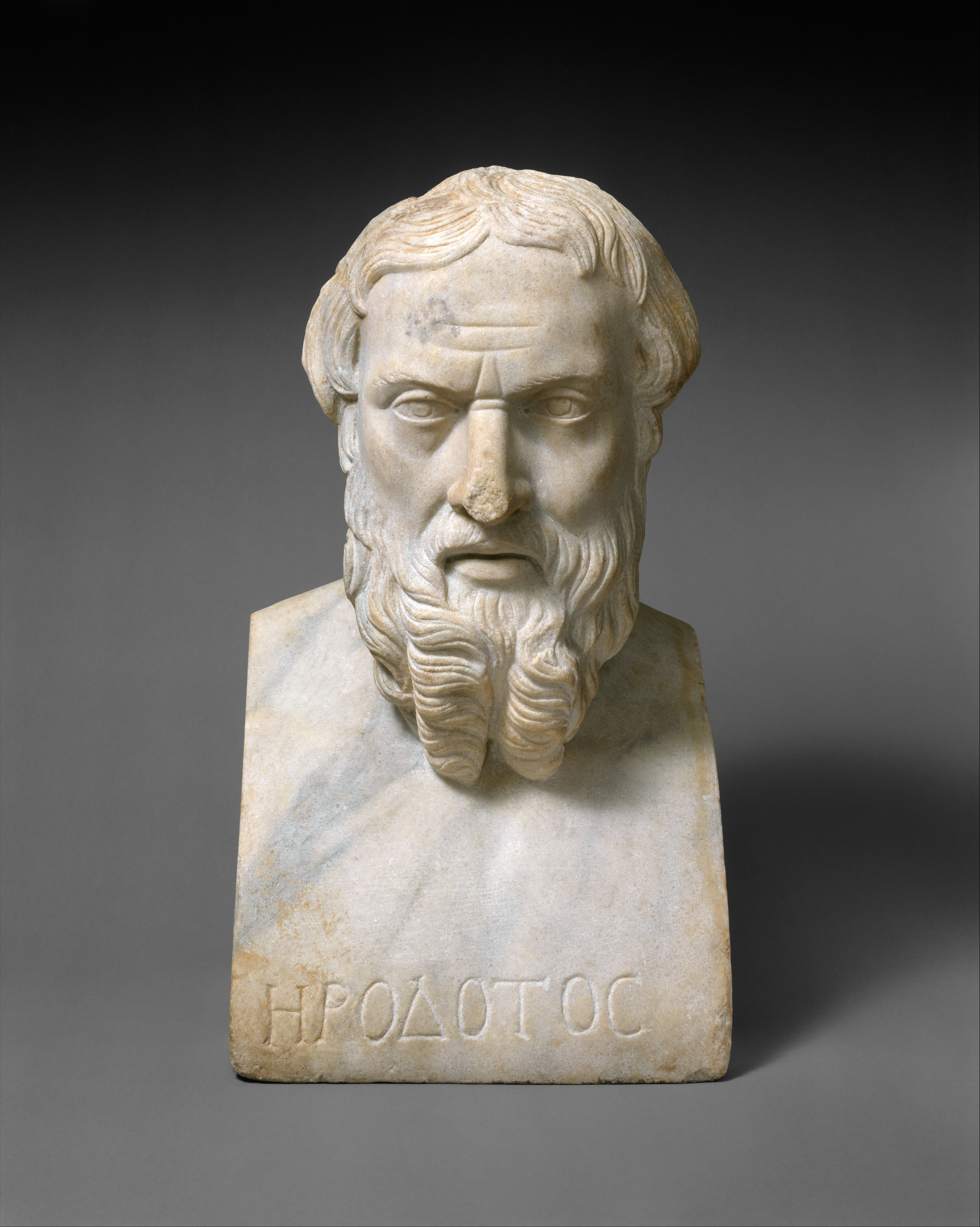
Nhà sử học Hy Lạp Herodotus.

Magic (ma thuật) và magician (ma thuật sư) có nguồn gốc từ thuật ngữ magus trong tiếng Latin, thông qua tiếng Hy Lạp μάγος, bắt nguồn từ maguš trong tiếng Ba Tư cổ. (𐎶𐎦𐎢𐏁|𐎶𐎦𐎢𐏁: ma thuật sư). Theo Aleister Crowley (ông sử dụng từ magick), ma thuật là "khoa học và nghệ thuật làm nên sự thay đổi sao cho phù hợp với ý muốn bản thân", bao gồm cả hành động bình thường dựa trên ý muốn và nghi lễ huyền bí.
Những người theo Kito giáo ban đầu liên kết ma thuật với ác quỷ, do đó cho rằng nó đi ngược lại với Kito giáo. Khái niệm này vẫn còn phổ biến trong suốt thời Trung cổ, khi các tác giả Kito giáo phân loại nhiều loại tên khác nhau — chẳng hạn như bùa mê, thuật phù thủy, bùa chú, bói toán, chiêu hồn và chiêm tinh học — dưới nhãn hiệu "ma thuật". Ở châu Âu thời kỳ đầu hiện đại, những người theo đạo Tin lành thường cho rằng Công giáo La Mã giống ma thuật hơn là tôn giáo, và khi những người châu Âu theo Thiên chúa giáo bắt đầu xâm chiếm các khu vực khác trên thế giới vào thế kỷ 16, họ coi những ai không tin vào Thiên chúa giáo mà họ gặp là "ma thuật". Trong cùng thời kỳ đó, các nhà nhân văn người Ý đã giải thích lại thuật ngữ này theo nghĩa tích cực để diễn đạt ý tưởng về ma thuật tự nhiên. Cả cách hiểu tiêu cực và tích cực về thuật ngữ này đều tái diễn trong văn hóa phương Tây trong nhiều thế kỷ tiếp theo.
Kể từ thế kỷ 19, các học giả ở nhiều ngành khác nhau đã sử dụng thuật ngữ ma thuật nhưng đã định nghĩa nó theo những cách khác nhau và sử dụng nó để chỉ những thứ khác nhau. Quan điểm thời hiện đại về ma thuật thường có được tách ra làm hai cách nhìn, nói để phân tích kỹ thì quan điểm thời hiện đại cũng khá giống so với thời xa xưa. Quan điểm đầu tiên là ma thuật được xuất hiện bởi vì có một điều gì đó ở thế giới nào khác (không ở trong thế giới chúng ta) có thần giao cách cảm với thế giới này rồi từ đó xuất hiện điều kỳ bí khó mà giải thích được. Có thể hiểu tạm là có điều gì đó xảy ra ở thế giới này nhưng làm ảnh hưởng đến một thế giới khác. Thế giới ở đây cũng có thể hiểu theo nghĩa vũ trụ. Quan điểm thứ hai là ma thuật có liên quan đến linh hồn và linh hồn chính là cái có khả năng làm chuyện huyền bí đó.

## Các loại ma thuật

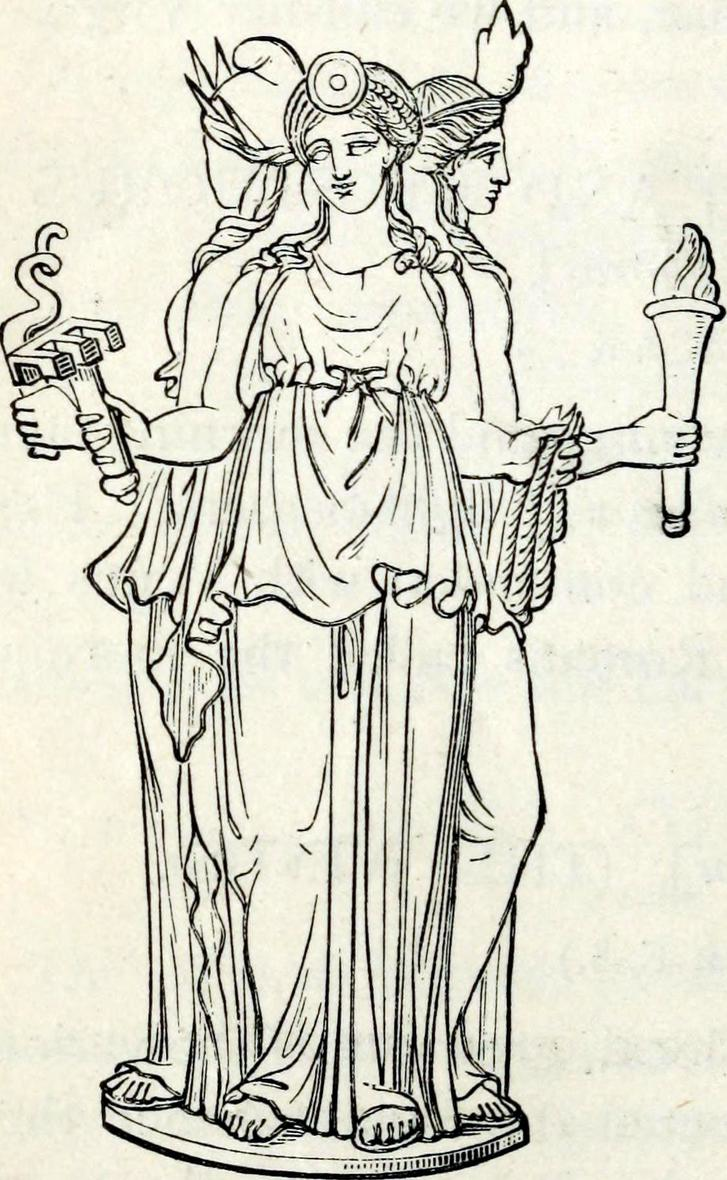
Hecate, nữ thần của Ma thuật trong thần thoại Hy Lạp.

### Trắng, xám và đen
Nhà sử học Owen Davies cho biết thuật ngữ "phù thủy trắng" hiếm khi được sử dụng trước thế kỷ 20. Ma thuật trắng được hiểu là việc sử dụng ma thuật vì mục đích vị tha hoặc có ích, còn ma thuật đen được sử dụng vào mục đích ích kỷ, có hại hoặc xấu xa. Ma thuật đen là đối trọng độc hại của ma thuật trắng nhân từ. Không rõ điều gì tạo nên ma thuật trắng, xám hay đen. Theo Phil Hine, "giống như nhiều khía cạnh khác của thuyết huyền bí, điều gì được gọi là 'ma thuật đen' phụ thuộc rất nhiều vào ai là người định nghĩa." Còn ma thuật xám, còn được gọi là "ma thuật trung lập", là loại ma thuật không được thực hiện vì những lý do nhân từ cụ thể, nhưng cũng không tập trung vào các hoạt động hoàn toàn thù địch.

### Sơ cấp và cao cấp
Các nhà sử học và nhân chủng học đã phân biệt giữa những học viên sử dụng ma thuật cao cấp và những người sử dụng ma thuật sơ cấp. Ma thuật cao cấp, còn được gọi là thần học và nghi lễ hoặc ma thuật nghi lễ, phức tạp hơn, liên quan đến các nghi lễ dài dòng và chi tiết cũng như các đồ dùng phức tạp, đôi khi đắt tiền. Ma thuật sơ cấp và ma thuật tự nhiên gắn liền với nông dân và văn hóa dân gian với các nghi lễ đơn giản hơn, như dùng bùa chú ngắn gọn. Ma thuật sơ cấp cũng gắn liền với thuật phù thủy. Nhà nhân chủng học Susan Greenwood viết rằng "Kể từ thời Phục hưng, ma thuật cao cấp đã quan tâm đến việc thu hút các lực lượng và năng lượng từ thiên đường" và đạt được sự thống nhất với thần thánh. Ma thuật cao cấp thường được thực hiện trong nhà trong khi thuật phù thủy thường được thực hiện ngoài trời.